# Yves Tanguy
Raymond Georges Yves Tanguy, född 5 januari 1900 i Paris, död 15 januari 1955 i Woodbury i Connecticut, var en franskfödd amerikansk surrealistisk målare.

## Biografi
Efter att 1922 ha lämnat militärtjänsten reste han till Paris och sysselsatte sig som diversearbetare. Av en slump fick han se en målning av den italienske målaren Giorgio di Chirico och beslutade sig för att själv bli konstnär, trots att han saknade varje form av utbildning inom området. 
Vid andra världskrigets utbrott 1939 flyttade han till USA och bodde där resten av sitt liv. 
Tanguy är en av surrealismens mest betydande företrädare och hans målningar visar oftast namnlösa objekt i ett ödelandskap. I ofta sötaktiga färger målade han ändlösa, skräckfyllda landskap, där märkliga associationsrika former svävar omkring eller kastar kusliga slagskuggor. 

## Verk i urval
- Mamma, pappa är sårad!
- Palatset med fönster i klippan
- Obestämd delbarhet